# 鷹羽法

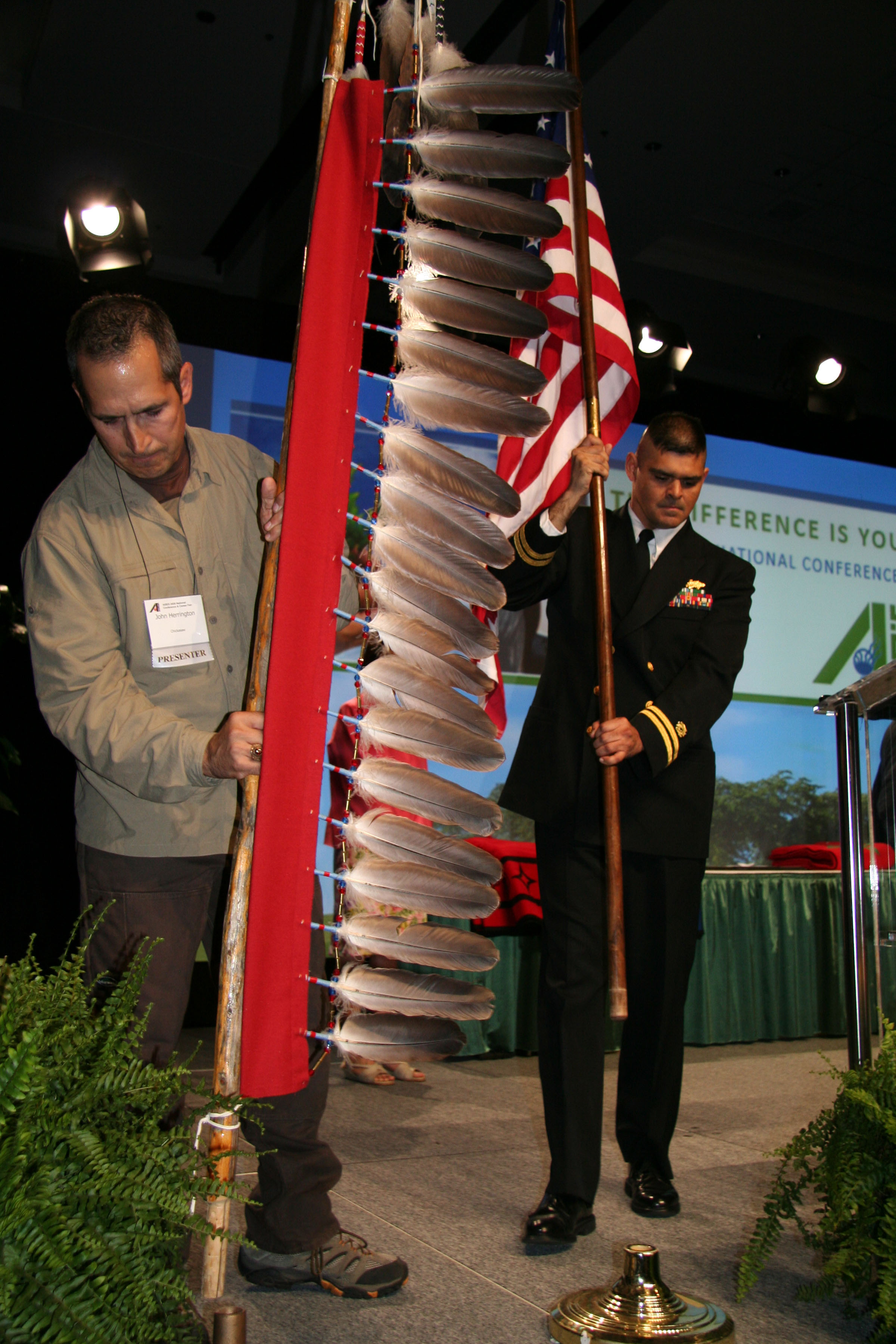
前NASA太空人約翰·赫林頓（左）在俄勒岡會議中心舉行的2009年美洲印第安人科學與工程學會全國會議開幕式上展示鷹杖

鷹羽法（英文：eagle feather law）是美國一部特殊的野生動物保護法，准許美國原住民繼續進行他們傳統活動而不至於涉嫌非法狩獵。涉關的野生動物不只是鷹，也包括其他的候鳥。
根據現在的鷹羽法的表述，聯邦政府認可的印第安部落中的、可證明有印第安血統的個人被允許合法獲得鷹羽。此外法律也准許所有101空降師的過去的、現在的、未來的現役的、非現役的和預備成員為擁有一支表彰他們服役的鷹羽。這些鷹羽不被允許傳遞給任何非101空降師成員和非土著居民。任何未經許可持有鷹羽或鷹羽的部份者都將被處以25,000美元罰金。這部法律也允許被聯邦認可的印第安部落接納的成員獲取鷹羽和鷹羽許可證。

## 擁有者標準
法律頒布後，美國原住民部落成員對鷹羽和其部份的擁有標準的問題引起了激烈爭論。此法律是否符合憲法遭到了數次質疑，在其對種族隔離以及種族偏好的影響上也是爭議頗多的。
該法律的捍衛者認為這是對美國原住民靈性的唯一合法保護。 反對者認為該法律加強了美國原住民社會中的種族偏好和種族歧視，而且通過許可才能獲得鷹羽影響了部落主權，也破壞了其他一些部落習俗。還有些反對者認為種族鑒定阻礙了那些擁有印第安血統但無法證明的人繼承他們的遺產。
支持改變這一法律的人提倡去除美國法典第50编 § 第22節的種族限定，這樣就可以允許所有美國公民合法申請從國家鷹庫（National Eagle Repository，由美國魚類及野生動物保護局監管）獲得鷹或其部份，從而防止鷹的偷獵與非法交易。

## 外部連結
- 宗教自由與猛禽
- Cook, Tom. 2003. "Mitakuye Oyasin: A response to the Looking Horse Proclamation." Indian Country Today, April 25.
- Looking Horse, Arvol. 2003. "Looking Horse Proclamation on the Protection of Ceremonies." Indian Country Today, April 25.
- Looking Horse, Arvol. 2003. "Further Thoughts on the Protection of Ceremonies." Indian Country Today, July 7.
- Stokes, DaShanne. 2008. "Eagle Feathers and the Imperialist Conquest of State Recognized Tribes." Indian Country Today, August 13, pp. 5.（页面存档备份，存于）
- Stokes, DaShanne. 2007. "Time for New Eagle Feather Law." Indian Country Today, February 21, pp. A2.[永久]